# Žaškov
Žaškov és un poble i municipi d'Eslovàquia que es troba a la regió de Žilina, al centre-nord del país.

## Demografia
| Godina             | 1994 | 2004   | 2014   | 2024   |
| ------------------ | ---- | ------ | ------ | ------ |
| Nombre de persones | 1732 | 1705   | 1592   | 1621   |
| Diferència         |      | −1,55% | −6,62% | +1,82% |

| Godina             | 2023 | 2024   |
| ------------------ | ---- | ------ |
| Nombre de persones | 1641 | 1621   |
| Diferència         |      | −1,21% |